# Aranjuez
Aranjuez je grad koji se nalazi 48 km južno od Madrida, zajednica Madrida, na ušću rijeke Tagus u rijeku Jarama, 48 km od Toleda. Gradske četvrti su:  Centro, Vergel, Olivas, Las Aves, Nuevo Aranjuez, Foso, Moreras i La Montaña.

## Povijest
Aranjuez svoje ime, prema većini, duguje baskijskoj riječi "Arantza" u značenju glog, dok prema drugima ime potječe od latinskog naziva Ara Jovis ili Ara Iovia, što bi značilo Jupiterov oltar.
God. 1178., ovo područje je osvojio Vojni red sv. Jakova, a katolički vladari (supružnici Izabela I. Kastiljska i Ferdinand I. Aragonski) su ga u 16. stoljeću pretvorili u Kraljevsku rezidenciju. Izgradnjom palače za vrijeme Filipa II. postao je proljetnom rezidencijom španjolskih vladara. Ferdinand VI., španjolski kralj, je u 18. stoljeću potaknuo izgradnju grada uz palaču, u kojoj je do tada boravak bio dozvoljen samo kraljevskoj obitelji. God. 1808., upravo je ustanak u gradu Aranjuezu natjerao kralja Karla IV. da abdicira u korist svoga brata, Ferdinanda VII.
Željeznica je doprjela do Aranjueza 1851. godine, što je bila tek druga u Španjolskoj nakon trase Barcelona-Mataró (1848.).
God. 1939., skladatelj Joaquín Rodrigo je skladao Concierto de Aranjuez kojim je proslavio ovo mjesto širom svijeta.
Nakon upisa Kulturnog krajolika Aranjueza na UNESCO-ov popis svjetske baštine, turizam je u naglom porastu, a 2005. godine izgrađen je veliki kasino.

## Znamenitosti
- Kraljevska palača u Aranjuezu (španjolski: Palacio Real de Aranjuez) je rezidencija španjolskih kraljeva koja je otvorena za javnost. Građevinu su u stilu talijanske renesanse dizajnirali Juan Bautista de Toledo i Juan de Herrera, graditelji El Escoriala (Madrid) i Archivo de Indiasa u Sevilli. Njen jedinstveno dizajniran kulturni krajolik s geometrijskim francuskim parkovima, fontanama, šumama i delikatnom arhitekturom, upisan je 2001. godine na UNESCO-ov popis mjesta svjetske baštine u Europi kao primjer tristogodišnjeg apsolutističkog oblikovanja pejzaža u duhu prosvjetiteljstva.[1]

- Kraljevska palača noću
- Vrt Kraljevića
- Kineski paviljoni u Vrtu kraljevića
- Apolonova fontana
- Hram na ruskom brdu (Templete de la Montaña Rusa)
- Kaskade kastanjeta (Cascada de las Castañuelas)
- Fontana Mariblanca
- Bavarska palača Sivlela
- Crkva sv. Antuna
- Palača Deleite, danas starački dom

## Gospodarstvo
Glavna gospodarska grana grada je oduvijek bio turizam koji je samo od 2001. do 2004. godine porastao za 22%. U njegovoj plodnoj okolici uzgajaju se: pšenica, šparoge, jagode, vinova loza i dinje. Od insudtrije u gradu se nalaze tvornice deterđenata (Level Brothers), računala (Indra) i elektro materijala (Bosch), foto materijala (Agfa), farmacijskih proizvoda, boja i bijelila, te prerada šečera i ulja. Većinom su smještene uz željezničku postaju ili industrijski park "Gonzalo Chacón", na jugu grada.

## Gradovi prijatelji
- Écija, Španjolska
- Le Pecq, Francuska

## Vanjske poveznice
- Aranjuez - fotografije